# Rigny-sur-Arroux
Rigny-sur-Arroux è un comune francese di 644 abitanti situato nel dipartimento della Saona e Loira nella regione della Borgogna-Franca Contea.

## Società

### Evoluzione demografica
Abitanti censiti